# Félicien Challaye
Félicien Challaye, (Lyon, 1875 - Paris, 1967), foi um filósofo e jornalista anticolonialista. Dreyfusard e redator do Cahiers de la Quinzaine de Charles Péguy, uniu-se ao regime de Vichy convencido da suposta intenção pacifista dos dirigentes alemães.

## Biografia
Filho de um contador lyonense, Féliciebn Challaye foi estudante juntamente com Albert Mathiez e Charles Péguy na Escola Normal Superior. Consagrou-se enquanto acadêmico por suas pesquisas além-mar: Índia, Java, Annam,Egito, etc. Por ser muito próximo de Péguy, Challaye tornou-se um fervoroso dreyfusard.
Em 1906, publica um dossiê em Cahiers de la Quinzaine intitulado Le Gongo Français (literalmente, "O Congo Francês"), baseado em sua visita ao Congo, em 1905, juntamente com Pierre Savorgonan de Brazza.
Durante a Primeira Guerra Mundial, Challaye participou do combate anticolonialista junto à Ligue de défense des indigènes (literalmente - "Liga de defesa dos indígenas/nativos") e do PCF. Afastou-se do partido em 1935, publicando no mesmo ano o seu Souvenirs sur la colonisation ("Souvenirs da colonização").
Membro do Comité de vigilance des intellectuels antifascistes ("Comitê de vigilância dos intelectuais antifascistas"), condenou o antisemitismo e o nazismo, mas recusava a ideia de conflito com a Alemanha. Challaye juntou-se à minoria ultrapacifista da Ligue des Droits de l'Homme. Contribuiu nos jornais Aujourd´hui e Libération.

## Publicações em francês
- Au Japon et en Extrême-Orient. Japon moderne, Lafcadio Hearn, Conte japonais, Vladivostok, Journal d'un expulsé, Excursion au pays des Moÿs, de Batavia à Tosari, L'Inde, Quelques hommes et quelques villes.  Paris, Armand Colin, 1905.
- Les deux Congo. Devant la Belgique et devant la France. Paris : Cahiers de la Quinzaine, 1906 (avec la coll. de Pierre Mille).
- Le Congo français. La question internationale du Congo. Alcan. 1909.
- Le Japon illustré. Paris, Larousse, 1915.
- Les principes généraux de la science et de la morale. Nathan, 1919.
- Le Cœur japonais. Paris, Payot, 1927.
- Les principes généraux de la Science et de la Morale. Nathan, 1928, 1934.
- L'Art et la beauté. Nathan, 1929.
- Cours de droit privé et d'économie politique à l'usage des écoles primaires supérieures. Avec Marguerite Reynier. Éditions Félix Alcan. 1929.
- Esthétique. Nathan. 1934.
- Le citoyen Jaurès. Les Philosophes. Paris, Mellottée, s.d. (aproximadamente 1936).
- La Crise de la ligue des droits de l’homme.  Imprimerie du Palais, Paris, 1937.
- La Logique des sentiments - Les passions - Les tendances (évolution, spiritualisation, socialisation). Avec L. Dugan. Éditions Félix Alcan, 1938.
- Psychologie et Métaphysique. Paris, Nathan, 1940.
- L'Enfant et la morale. Presses universitaires de France, 1941.
- La Psychologie de l'Enfant. Paris, 1943.
- Histoire de la propriété. Que sais-je ? Presses universitaires de France, 1944.
- Contes de l'Inde. Durel, 1946.
- Petite Histoire des Grandes Religions. Paris, Presses universitaires de France, 1947.
- Le merveilleux amour de Sima et de Rama. 1947.
- Bergson. 1948.
- Freud. 1948.
- Contes et Légendes du Japon. Nathan, 1950.
- Péguy socialiste. Amiot-Dumont, 1954.
- Les philosophes de l'Inde. Paris, Presses universitaires de France, 1956.